# Galatea Ranzi
Galatea Ranzi (Roma, 1º o 24 gennaio 1967) è un'attrice italiana.

## Biografia
Si è diplomata all'Accademia Nazionale d'Arte Drammatica "Silvio d'Amico" nel 1988. Ha lavorato in numerose produzioni del Piccolo Teatro di Milano, dirette da Luca Ronconi. Nel 1988 vinse il Premio Ubu come migliore attrice giovane, nonché una menzione speciale per il Premio Eleonora Duse. Il suo esordio cinematografico è nel 1993, in Fiorile dei Fratelli Taviani; negli anni successivi alterna ruoli teatrali a parti cinematografiche, e talvolta anche a partecipazioni in fiction televisive. 
Nel 2012 le viene assegnato il Premio Eleonora Duse e l'anno seguente prende parte al film premio Oscar La grande bellezza di Paolo Sorrentino. A partire dal marzo 2014 inizia a recitare nella soap opera CentoVetrine nel ruolo di Emma Saint Germain.

## Vita privata
È sposata dal 1987 e ha avuto tre figli.

## Teatro

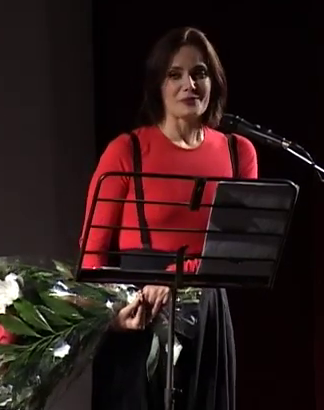
Galatea Ranzi nel 2005

- Edipo incatenato, drammaturgia e regia di Alessandro Marinuzzi (1986)
- Amor nello specchio, di Giovan Battista Andreini, regia di Luca Ronconi (1987)
- Mirra, di Vittorio Alfieri, regia di Luca Ronconi, con Ottavia Piccolo e Remo Girone (1988)
- Strano interludio, di Eugene O'Neill, regia di Luca Ronconi (1990)
- L'uomo difficile, di Hugo von Hofmannsthal, regia di Luca Ronconi (1990)
- Gli ultimi giorni dell'umanità, di Karl Kraus, regia di Luca Ronconi (1990)
- Misura per misura, di William Shakespeare, regia di Luca Ronconi (1992)
- Elettra, di Euripide, regia di Massimo Castri, Teatro Stabile dell'Umbria (1993)
- Antigone di Sofocle, regia di Theodoros Terzopoulos, Teatro Olimpico di Vicenza (1994)
- Re Lear, di William Shakespeare, regia di Luca Ronconi (1995)
- Donna Rosita nubile, di Federico García Lorca, regia di Cesare Lievi (1996)
- La grande migrazione, di Hans Magnus Enzensberger, regia di Giorgio Pressburger, Mittelfest (1996)
- Davila Roa, di Alessandro Baricco, regia di Luca Ronconi (1997)
- I fratelli Karamazov, di Fedor Dostoevskij, regia di Luca Ronconi (1998)
- Questa sera si recita a soggetto, di Luigi Pirandello, regia di Luca Ronconi (1998)
- Alcesti di Samuele, di Alberto Savinio, regia di Luca Ronconi (1999)
- Il sogno, di August Strindberg regia di Luca Ronconi (2000)
- Lolita, sceneggiatura, di Vladimir Nabokov, regia di Luca Ronconi (2001)
- Phoenix, di Marina Cvetaeva, regia di Luca Ronconi (2001)
- Candelaio, di Giordano Bruno, regia di Luca Ronconi (2001)
- Quel che sapeva Maisie, di Henry James, regia di Luca Ronconi (2002)
- Prometeo incatenato, di Eschilo, regia di Luca Ronconi, Teatro greco di Siracusa (2002)
- Le Baccanti, di Euripide, regia di Luca Ronconi, Teatro greco di Siracusa (2002)
- Vecchi tempi, di Harold Pinter, regia di Roberto Andò (2004)
- Sulla soglia. Frammenti di un discorso su Simone Weil, drammaturgia di Francesco Gitisi, regia di Marco Andriolo (2005)
- Antigone, di Sofocle, regia di Irene Papas, Teatro greco di Siracusa (2005)
- Il malinteso, di Albert Camus, regia di Pietro Carriglio (2008)
- Orestiade, di Eschilo, traduzione di Pier Paolo Pasolini, regia di Pietro Carriglio, Teatro greco di Siracusa (2008)
- Amleto, di William Shakespeare, regia di Pietro Carriglio (2008)
- Le sedie, di Eugène Ionesco, regia di Pietro Carriglio (2009)
- La locandiera, di Carlo Goldoni, regia di Pietro Carriglio (2010)
- Le voci di Didone, progetto drammaturgico di Marco Andriolo, Galatea Ranzi e Michele Dell'Utri, regia di Marco Andriolo, Magna Graecia Festival (2011)
- Mistero doloroso, di Anna Maria Ortese, regia di Luca Ronconi (2012)
- Si potrebbe cominciare dalla fine, di Paolo Modugno, regia di Marco Andriolo (2013)
- La fata matematica. Storia della donna che sognò il computer, testo e regia di Valeria Patera (2013)
- Fedra. Diritto all'amore, di Eva Cantarella, regia di Consuelo Barilari (2014)
- Soap Opera, testo e regia di Cesare Lievi (2015)
- Un'ora di tranquillità, di Florian Zeller, regia di Massimo Ghini (2016-17)
- Alcesti, di Euripide, regia di Cesare Lievi (2016)
- Hamletas, da William Shakespeare, regia di Sarah Biacchi (2018)
- Le ultime lune, di Furio Bordon, regia di Daniele Salvo (2018)
- Lezione da Sarah, di Pino Tierno, regia di Ferdinando Ceriani, Todi Festival (2019)
- In nome della madre, di Erri De Luca, regia di Gianluca Barbadori (2021)
- 15 stazioni. Via Crucis laica nel tempo della Pasqua, drammaturgia site specific di Pina Catanzariti (2022)
- Il figlio, di Florian Zeller, regia di Piero Maccarinelli (2023)

## Filmografia

### Cinema
- Fiorile, regia di Paolo e Vittorio Taviani (1993)
- Piccoli orrori, regia di Tonino De Bernardi (1994)
- Va' dove ti porta il cuore, regia di Cristina Comencini (1996)
- Appassionate, regia di Tonino De Bernardi (1999)
- Un viaggio chiamato amore, regia di Michele Placido (2002)
- Il pranzo della domenica, regia di Carlo Vanzina (2003)
- Caterina va in città, regia di Paolo Virzì (2003)
- Tre metri sopra il cielo, regia di Luca Lucini (2004)
- Pontormo, regia di Giovanni Fago (2004)
- La vita che vorrei, regia di Giuseppe Piccioni (2004)
- Notte senza fine, regia di Elisabetta Sgarbi (2004)
- L'educazione fisica delle fanciulle, regia di John Irvin (2005)
- Ho voglia di te, regia di Luis Prieto (2007)
- Come le formiche, regia Ilaria Borrelli (2007)
- Aria, regia di Valerio D'Annunzio (2009)
- Dall'altra parte del mare, regia di Jean Sarto (2009)
- Un milione di giorni, regia di Emanuele Gilberti (2012)
- La grande bellezza, regia di Paolo Sorrentino (2013)
- Ma che bella sorpresa, regia di Alessandro Genovesi (2015)
- La ragazza nella nebbia, regia di Donato Carrisi (2017)
- Copperman, regia di Eros Puglielli (2019)
- Lontano lontano, regia di Gianni Di Gregorio (2019)
- Lussu, regia di Fabio Segatori (2021)
- La stranezza, regia di Roberto Andò (2022)

### Televisione
- L'ombra della spia, regia di Alessandro Cane - miniserie TV (1988)
- L'avvocato delle donne, regia di Andrea  e Antonio Frazzi - serie TV (1997)
- Avvocati - serie TV (1998)
- Madame, regia di Salvatore Samperi - fiction (2004)
- La freccia nera - miniserie TV (2006)
- CentoVetrine - soap opera (2014-2015)
- Il meridiano della solitudine, regia di Diego Ronsisvalle (2015)
- Baby, regia di Andrea De Sica, Anna Negri e Letizia Lamartire (2018-2020)
- Gli orologi del diavolo, regia di Alessandro Angelini - miniserie TV, 5 episodi (2020)

## Riconoscimenti
- David di Donatello
  - 2005 – Candidatura come migliore attrice non protagonista per La vita che vorrei
  - 2014 – Candidatura come migliore attrice non protagonista per La grande bellezza
- Nastri d'argento
  - 1994 – Candidatura come migliore attrice protagonista per Fiorile
  - 1997 – Candidatura come migliore attrice non protagonista per Va' dove ti porta il cuore
- Grolla d'oro
  - 1993 – Migliore attrice esordiente per Fiorile